# 일본 제국 육군
대일본제국 육군(大日本帝国陸軍 다이닛폰테이코쿠리쿠군[*], 영어: Imperial Japanese Army; IJA), 통칭 일본 제국 육군 혹은 줄여서 일본 육군은 1871년 창설되어 1945년 「일본국 헌법」 9조에 의하여 무력 이용을 포기함으로써 해체된 일본 제국의 육군이다. 전후 일본의 방위 조직인 육상자위대와 구분하기 위해 제국 육군, 구일본 육군, 구제국 육군으로도 불린다.
대일본제국 육군이란 표현이 공문서에 등장한 건 1870년대 중반부터다. 육군대신 오시마 겐이치가 1918년 1월 영국의 군주 조지 5세에게 보낸 축전에는 일본 육군, 제국 육군, 대일본제국 육군 등의 명칭이 사용되어 있다. 이를 영어로 번역한 것이 Imperial Japanese Army인데 영국 육군부가 주일 영국 대사 윌리엄 그린을 경유해 일본 외무상 마키노 노부아키에게 보낸 서간 등에 사용된 적이 있다.
창군 당시에는 군사 대권이 애매한 부분이 있었지만 「일본 제국 헌법」이 제정되면서 군사 대권은 내각에서 독립하여 천황 직속의 통수권으로 자리잡았다. 이때부터 일본 제국 해군을 포함한 일본군의 최고지휘관은 대원수인 일본의 천황뿐이었다. 천황 직속인 육군대신·참모총장·교육총감은 육군 3장관이라 불렸는데 이들은 천황을 제외하고 육군 최고위직이었지만 육군 대장뿐 아니라 중장으로도 보임할 수 있었다. 특히 육군대신과 교육총감은 중장 출신도 많았다.

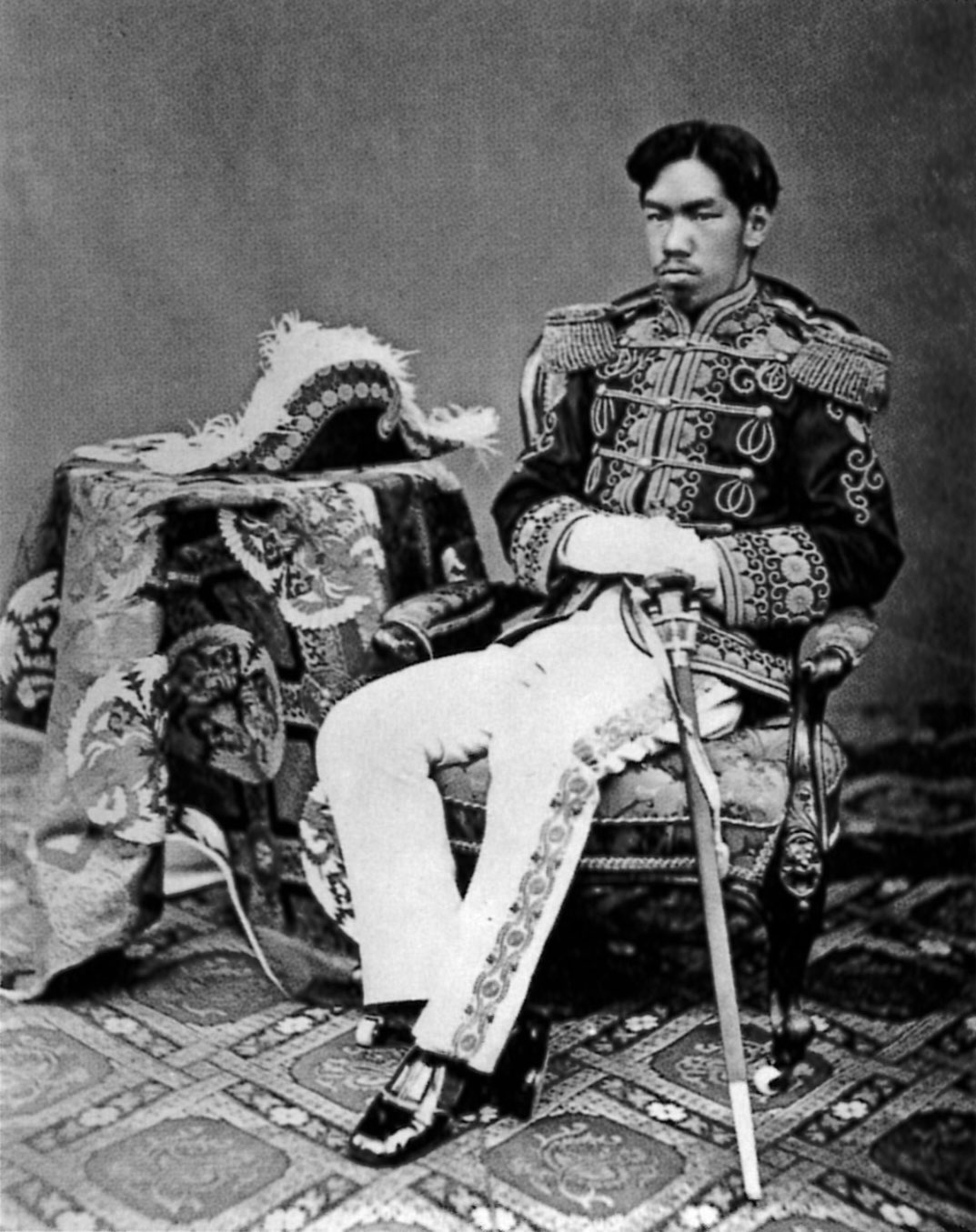
메이지 시대의 대원수인 메이지 천황
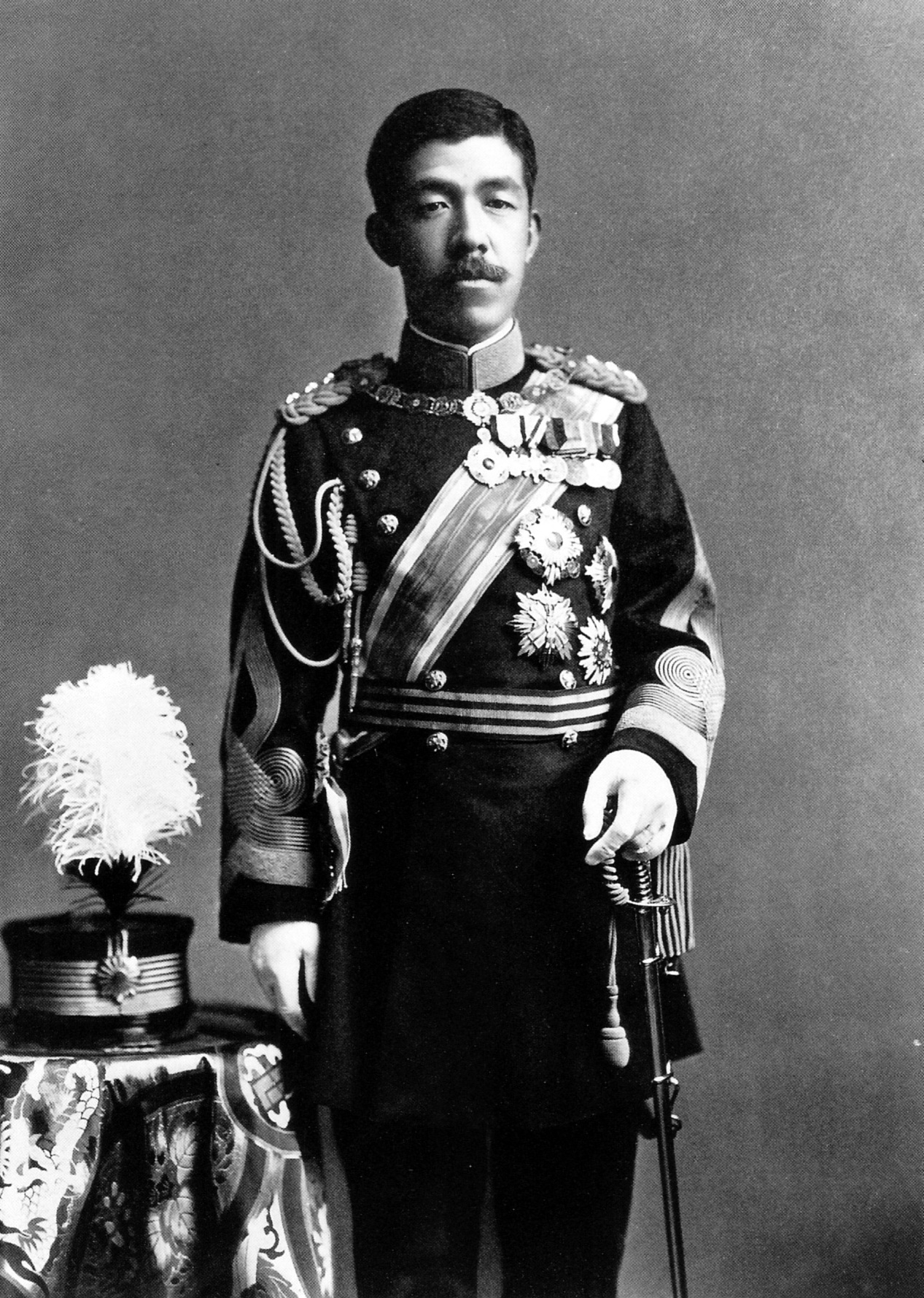
다이쇼 시대의 대원수인 다이쇼 천황
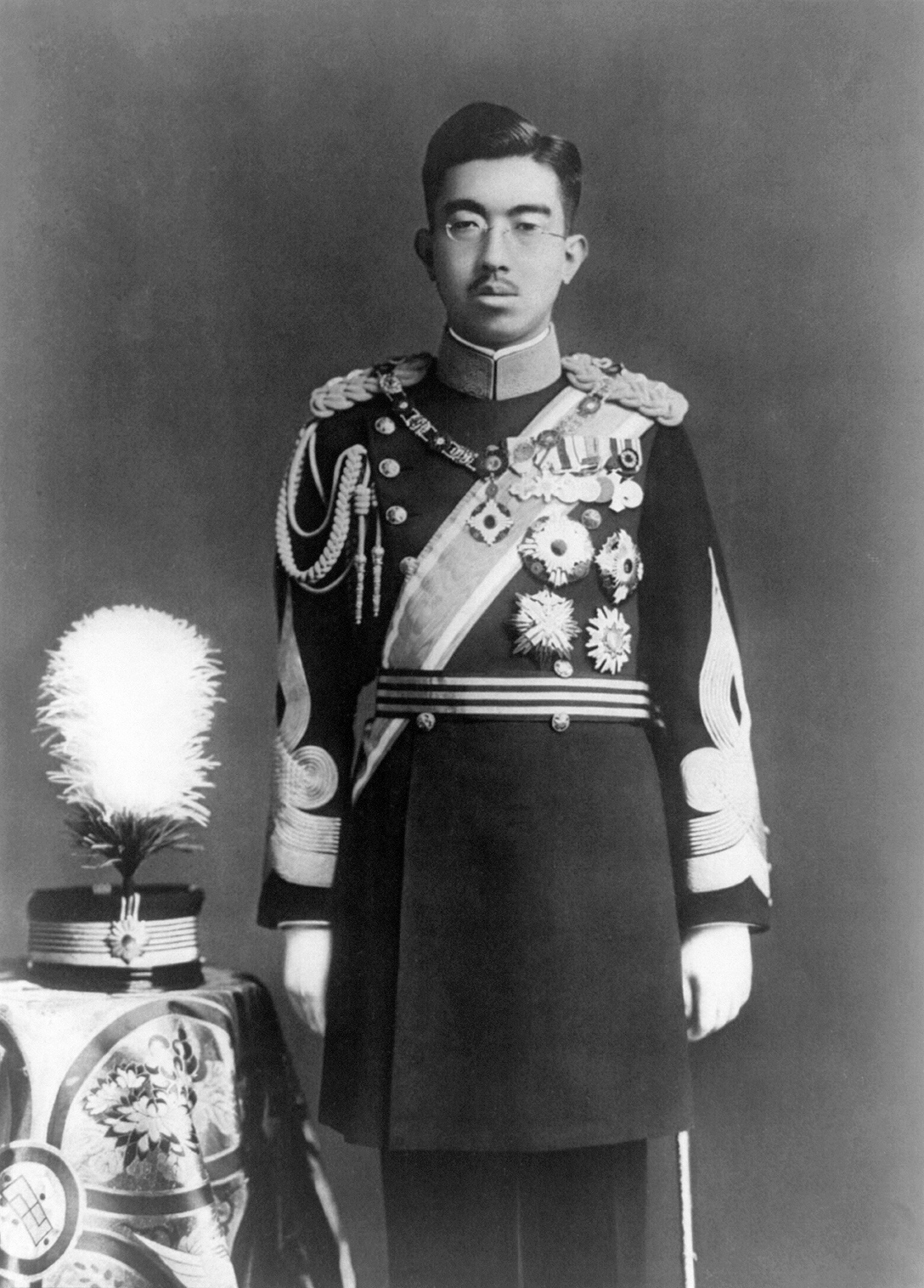
쇼와 시대의 대원수인 쇼와 천황

3장관을 보좌하기 위해 일본 육군성·참모본부·교육총감부가 설치되었는데 육군성은 군정·인사를, 참모본부는 군령·작전·동원을, 교육총감부는 교육을 담당했다. 1938년 12월 항공전력을 확장하고 항공전력의 유연성을 확보하기 위해 육군항공총감부를 육군에서 독립시켰다가 1945년 4월 항공총군으로 개편됐다.
전시나 사변시에는 참모본부가 육해군 최고통수기관으로 설치된 대본영에 흡수돼 대본영 육군부가 되며 대원수의 이름으로 발포되는 대본영 육군부 명령을 작성하는 역할을 맡게 된다.

## 역사
제국 육군의 기원은 1871년 조직된 어친병이다. 이들은 조슈번과 사쓰마번 등에서 징집된 번사 출신이었으며 이후 일본군의 기초를 이루게 된다. 어친병을 바탕으로 큰 반발 없이 폐번치현을 이룬 뒤 「징병령」을 발포하고 육군성을 창설하는 등 군의 근대화를 이루기 시작했다.
1873년 전국을 6개 관구로 나눈 뒤 각 관구에 진대를 설치했으며 1885년 독일 육군 소령 야콥 맥켈을 육군대학교 교수로 초빙하여 대대적인 군제 개혁을 추진했다. 1888년 6개 진대를 사단으로 개편했으며 군제를 독일식으로 통일한 뒤 1894년 청일 전쟁에서 청나라를 무너뜨리고 1904년 러일 전쟁에서 러시아 제국에 승리했다.
청일 전쟁 이후 6개 사단을, 러일 전쟁 중에 4개 사단을 증설한 데 이어 한일병합을 전후로 다시 4개 사단을 증설해 상비사단이 20개가 되었다. 제1차 세계 대전이 발발하자 영국의 동맹국 자격으로 독일 제국과 싸워서 해외 식민지를 늘렸지만 이 과정에서 군비가 지나치게 팽창하여 1920년대에는 우가키 군축이 추진되어 4개 사단을 폐지했다.
하지만 쇼와 시대에 접어들면서 통수권 독립을 명분으로 육군은 내각으로부터의 독립을 추진했고 만주에서 만주사변을, 내지에서 2·26 사건을 일으키는 등 폭주하기 시작했다. 급기야 1937년 중일 전쟁을 시작하고 소련과는 만주에서 국경 문제로 자주 충돌했으며 해군은 진주만 공격을 통해 미국과도 전쟁을 개시했다.
주변국과 모두 전쟁을 시작하면서 동맹국이 필요해진 일본은 나치 독일·이탈리아 왕국과 동맹을 맺어 추축국을 구성했다. 자원을 확보할 필요도 있었던 일본은 동남아시아를 침공했으며 전선이 넓어지자 1937년부터 사단을 증설하기 시작했다.
1942년까지 동남아시아 전역을 제패했지만 미국이 본격적으로 반격을 시작하자 점령지를 하나둘 빼앗기기 시작했고 중재 희망을 걸었던 소련이 연합국의 일원으로 참여하자 일본은 항복했고 미국에 의해 일본군도 해체되었다.
하지만 6.25 전쟁을 계기로 일본 안보에 공백이 생기자 경찰예비대가 창설되었고 경찰예비대는 보안대를 거쳐 육상자위대로 발전한다. 그리고 이 과정에서 옛 육군에서 복무하던 군인들이 대거 입대하면서 육상자위대는 사실상 제국 육군의 후신으로 인식되었다.

## 조직
육군 조직은 행정 실무를 담당했던 관아(官衙)·부대 조직인 군대·장병을 양성하는 학교·위생을 담당하는 육군병원으로 구분됐고 어디에도 속하지 않는 특무기관도 있었다. 관아는 육군성·참모본부·교육총감부로 나뉘어졌다. 교육총감부 산하에는 육군항공총감부와 방위총사령부가 있었는데 2차 대전 말기에 군대 조직으로 바뀌었다.
군대의 부대 편제는 총군·방면군·군·사단·집단·여단·단으로 되어 있었고 특과 부대로서 보병부대·포병부대·기병부대·공병부대·병참부대·기갑부대·항공부대·공중정진부대·선박부대 등이 있었다. 평시에는 사단급 부대까지만 있었지만 전시에는 군령에 따라 총군·방면군·군이 설치되었다. 상세한 것은 일본 제국 육군의 사단 목록과 일본 제국 육군의 연대 목록을 참고하면 된다.
학교는 교육총감부 직속으로 육군사관학교 등 15개가, 육군성 직속으로 11개가, 참모본부 직속으로 육군대학교 등 2개가 있었고 항공총감부 직속 학교도 존재했다.
특무기관에는 원수부, 군사참의원, 시종무관부, 동궁무관, 황족왕공족 부속 무관, 육군 장교 생도 시험위원 등이 있었으며 위탁 학생이나 외국 유학생, 대사관·공사관 부속 무관 등은 특무기관에 준하는 것으로 취급했다.

## 병과
육군은 전투 직종과 헌병을 병과라 칭했으며 후방 지원 직종은 각부(各部)라는 다른 표현을 사용했으며 병과와 각부를 합쳐 병과부라 불렀다.
1874년 당시 병과는 참모과·요새참모과·헌병과·보병과·기병과·포병과·공병과·병참병과로 구분되어 있었는데 1879년에 요새참모과가, 1886년에는 참모과가 폐지되었고 1925년에 항공병과가 신설되었다. 한편 1879년 둔전병과가 창설되었는데 1891년 둔전병과를 둔전보병과·둔전기병과·둔전포병과·둔전공병과로 나누었다가 1896년 각 병과에 합치면서 둔전병과가 사라졌다. 이후 남은 병과는 보병과·기병과·포병과·공병과·병참병과·항공병과였는데 1940년 9월 병과 구분이 폐지됐다. 다만 병과를 세분화한 병종과 각 병과의 상징색은 그대로 남아 있었다.
1874년 기준으로 각부는 감독부·군의부·마의부가 있었다. 당초 감독부는 감독과·사계과·양식과·피복과·병원과·재판소감옥과로 구분되어 있었는데 이 구분은 1879년 사라졌다. 이후 감독부는 회계부를 거쳐 경리부로 명칭이 바뀌었다. 1879년 군악부가 신설됐고 1886년에 마의부가 수의부로, 1888년에 군의부가 위생부로 바뀌었다. 1942년 종래 문관이 담당했던 법무관이 무관 보직으로 바뀌면서 법무부가 신설됐다.
1919년 「육군 장교 기술령」이 제정·시행되면서 보병·기병·포병·공병·병참병·항공병과에 속하는 병과장교 중 기술을 관장하는 장교를 기술장교로 분류하기 시작했다. 기술장교는 주로 일반대학의 공학부나 이학부를 졸업한 자들로 충원될 예정이었으며 1940년 독립한 각부가 되어 기술부로 편성됐다.
1944년 당시 각부는 경리부(주계·건기)·위생부(군의·약제·치과의·위생)·수의부(수의·수의무)·군악부·법무부(법무·법사무)가 있었는데 이중 위생부(군의·약제·치과의)·수의부(수의)·법무부(법무)는 의사·약사·치과의사·수의사·고등문관시험 합격자 중에서 충원했다.
각 병과부에는 지정된 색이 있었는데 이를 정색(定色) 혹은 병과색이라 불렀다. 병과 구분이 폐지되기 직전의 병과의 정색은 보병과가 피를 상징하는 심홍색, 기병과가 대지의 식물을 상징하는 연두색, 포병과가 화기의 연기를 상징하는 주황빛이 도는 황금색, 공병과가 흙을 상징하는 다갈색, 병참병과가 남색, 헌병과가 흑색, 항공병과가 하늘을 상징하는 옅은 감청색이었으며 1940년 기준으로 각부의 정색은 기술부가 주황빛이 도는 황금색, 법무부가 백색, 경리부가 연보라색, 군악부가 감청색, 위생부가 짙은 녹색, 수의부가 자주색이었다.
일본 황실 출신은 보병·기병·포병에 집중되는 특징이 있는데 다케다노미야는 기병에, 기타시라카와노미야는 포병에 더욱 집중되는 경향이 있다. 왕공족의 경우 보병·기병·포병에 비슷하게 분포되어 있었다.

## 계급
사이고 다카모리가 원수가 되었던 사례를 제외하곤 일본군에는 창군 이래 계급으로서의 원수가 존재하지 않았다. 다만 육해군 대장에게 부여되는 칭호로서의 원수는 있었는데 정확한 명칭은 원수육군대장과 원수해군대장이었고 원수 칭호가 부여돼도 계급은 여전히 대장이었다. 대장부터 소위까지를 장교, 준위는 준사관이라 했으며 조장부터 오장까지는 하사관, 병장에서 이등병까지는 병이라 칭했다. 장관급 장교 중에서 대장은 친임관, 중장과 소장은 칙임관이었고 좌관급 장교와 위관급 장교는 주임관, 준사관·하사관은 판임관이었고 이들은 모두 무관에 속했다. 병은 일본 국민이라면 마땅히 짊어져야 할 병역의 의무에 따라 입대했을 때 주어지는 계급이었기에 무관에 속하지 않았다. 다만 헌병 상병은 경찰관 순사와의 균형을 위해 판임관 대우를 받았다.
초기에는 대장·중장·소장·대좌·중좌·소좌·대위·중위·소위가 장교에 속했고 그 아래에 조장과 권조장만 있었다가 나중에 군조가 생겼다. 1873년에 권조장이 사라지고 오장을 신설했는데 조장, 군조, 오장을 묶어 하사라 칭하면서 처음으로 장교와 하사의 구분이 생겼다. 또한 졸 계급도 이때 생겼는데 당시에는 1등졸과 2등졸만 있었다. 1884년 군조와 오장을 1등군조와 2등군조로 고쳤다가 1899년 환원했다. 1900년에는 이등졸 위에 상등졸을 신설했고 1917년 병과장교에도 준위 계급이 신설됐다. 1932년 하사와 졸을 각각 하사관과 병으로 고쳤다. 1940년 상등병 위에 병장을 신설했다.
한편 1932년 2월부터 상당관제가 폐지되어 각부에 속하는 군인들도 정식 장교로 불리게 되었다. 예를 들어 군의 중장의 본래 계급은 군의총감이었는데 상당관제 폐지 이후부터 중장으로 불리게 되었다.
다음은 태평양 전쟁 당시의 각 부대 지휘관의 계급이다.
| 지휘관                                               | 계급           |
| ---------------------------------------------------- | -------------- |
| 지나 파견군, 남방군, 관동군사령관                    | 원수육군대장   |
| 제1총군·제2총군·항공총군사령관                       | 대장           |
| 방면군사령관                                         | 대장·중장      |
| 군사령관, 항공군사령관, 사단장, 전차·비행·고사사단장 | 중장           |
| 정진집단장, 여단장, 보병단장                         | 소장           |
| 비행단장                                             | 소장·대좌·중좌 |
| 정진단장, 보병연대장                                 | 대좌           |
| 포병·기병·공병·병참·전차연대장                       | 중좌           |
| 비행전대장, 대대장                                   | 중좌·소좌      |
| 공진연대장, 활공보병연대장, 수색연대장               | 소좌           |
| 비행중대장, 중대장                                   | 대위·중위      |
| 비행소대장, 소대장                                   | 중위·소위      |
| 비행분대장                                           | 조장·군조      |
| 분대장                                               | 군조·오장      |

### 계급장

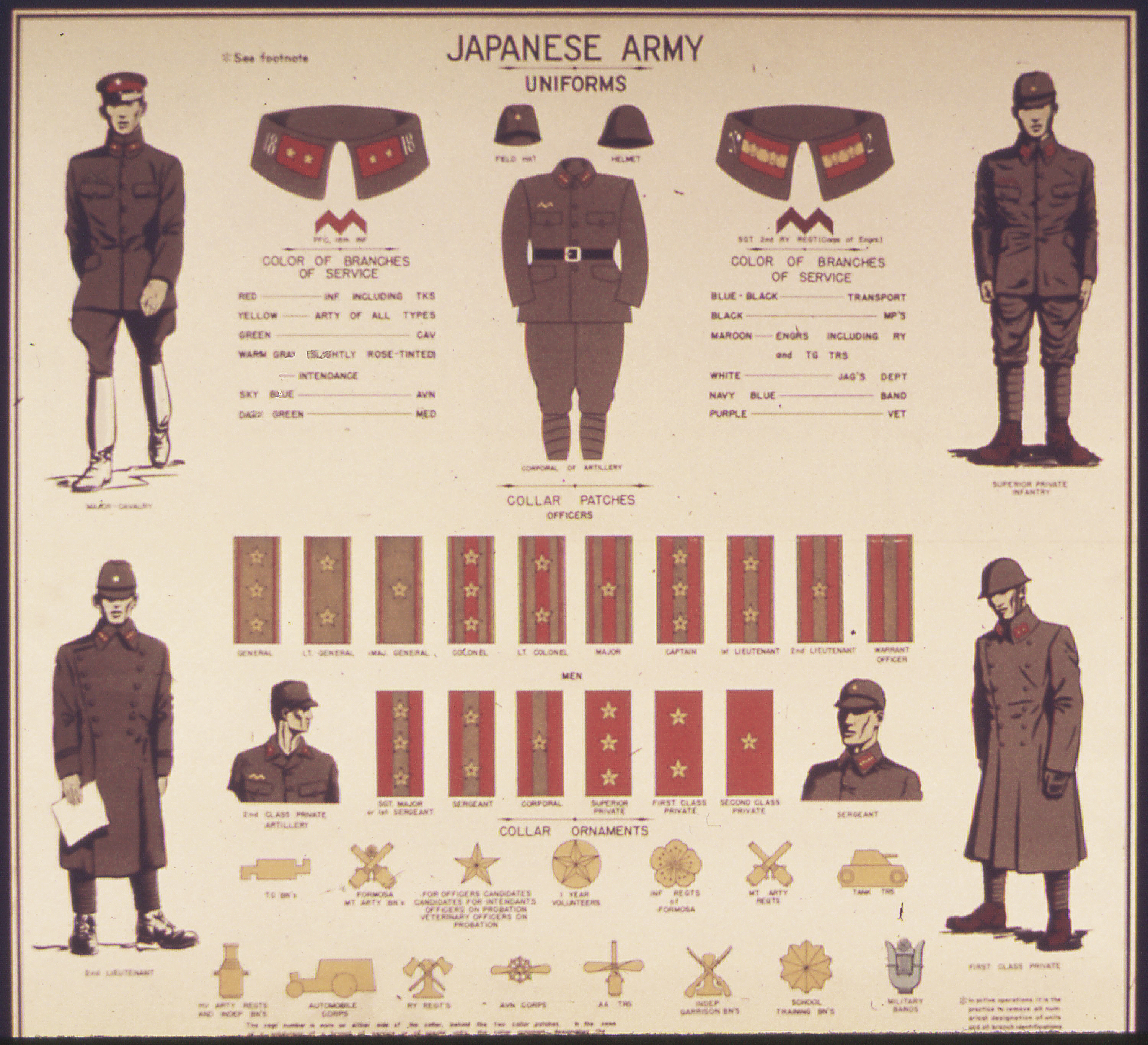
제2차 세계 대전 당시 미군이 만든 일본 육군의 군복·계급장·휘장 일러스트. 휘장 양식은 1938년에 제정된 것에 기반했다.

아래의 계급장은 1938년에 만들어진 것이며 뒤늦게 신설된 병장 계급장만 1940년의 것이다. 천황이 군복을 착용할 때에는 대장 계급장에 국화 무늬를 수놓았고 원수육군대장은 대장 계급장과 함께 원수 휘장과 원수장을 패용했다.
특이하게도 병에서부터 장성까지 계급장의 심볼이 모두 별 모양으로 되어 있는데 별의 개수와 함께 붉은 배경에 그어진 노란 줄의 개수를 따져야 계급을 알 수 있다. 상등병 이하는 붉은 바탕만 있으며 하사관과 병장은 붉은 배경 위에 노란 줄이 1개 생긴다. 장교의 경우 위관은 노란 줄 3개, 좌관은 노란 줄 4개가 생기며 장성의 경우 계급장 전체 색깔이 노란색으로 바뀐다. 노란색은 황제의 색깔로서, 계급장의 색깔이 붉은색에서 노란색으로 바뀔수록 고위직이라는 원리가 적용된다. 다만, 병장의 경우 노란 줄이 1개지만 별이 없어서 병 계급으로 호칭하고, 준위도 노란 줄이 3개지만 병장 계급과 동일하게 별이 없어서 준사관으로 호칭한다. 대원수의 경우 천황 전용 계급이기 때문에 타인에게 부여되지 않는다.

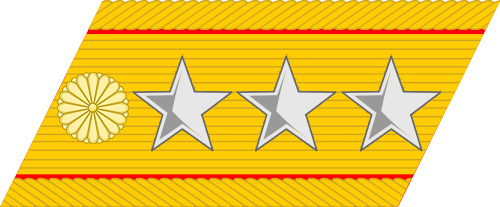
대원수
원수 휘장
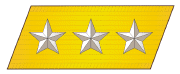
대장
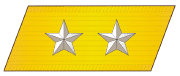
중장
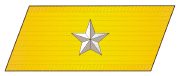
소장
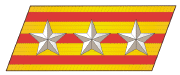
대좌
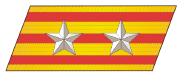
중좌
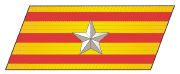
소좌
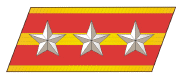
대위
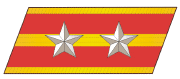
중위
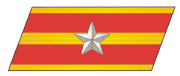
소위
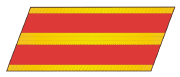
준위
조장
군조
오장
병장
상등병
일등병
이등병

## 임관과 징병
창군 당시 육군은 메이지 유신을 추진한 번의 사족들이 장교의 핵심을 이루었지만 이는 번벌 중심의 임의적인 장교 등용 제도로 변질되기 쉬웠다. 이에 신정부는 육군사관학교를 세워 근대적인 장교 양성 제도를 확립하고자 했다. 이후 근대 일본에서 장교가 되기 위해서는 구제중학교 혹은 육군유년학교를 졸업해 육군사관학교 예과에 진학하여 구제고등학교와 동등한 교육과 함께 기초 군사 교육을 받은 뒤 사관후보생으로서 원대에서 대부 근무를 실시하고 육군사관학교 본과에 진학해 전문적인 군사 교육을 받은 뒤 졸업하여 견습사관을 거쳐 소위로 임관하는 것이 일반적인 방법이 되었다. 다만 무토 노부요시처럼 육군교도단을 거쳐 하사로 임관한 후에 육군사관학교에 입학하여 원수육군대장이 된 사례도 있다. 1938년에는 항공요원 장교를 육성하기 위해 육군항공사관학교가 설립되었다.
1917년에는 준위·조장·군조 등 고참 준사관·하사관 중에서 우수한 자를 선발 시험을 거쳐 뽑아 육군사관학교·육군항공사관학교에서 교육을 받게 하여 소위로 임관시키는 준위후보자 제도가 만들어졌다. 이 제도는 1920년 소위후보자 제도로 이름이 바뀌었다. 해군에는 특무사관 제도나 군령승행령과 같은 제도가 있었지만 육군에는 이런 제도가 없었고 사관후보생 출신과 소위후보자 출신을 모두 동등하게 취급했다.
1883년부터 관립중등학교 졸업 이상의 학력을 가진 자를 1년 현역제(1년 지원병)에 지원할 수 있는 제도가 생겼다. 복무 기간 동안 급식·피복·장구 등의 비용을 직접 부담하는 대신 현역을 1년, 예비역을 2년만 하도록 하는 제도로 학식이 있는 자에게 국가의 재정적 부담을 대신하게 하는 조건부 특권을 부여하는 제도였다. 1889년부터는 관립과 사립을 불문하고 모집했는데 이들 중 일부는 시험을 통과하여 장교가 될 수도 있었다. 1년 현역제가 1927년 폐지된 이후 새롭게 간부후보생 제도가 만들어졌는데 이는 일등졸~조장 중 시험 성적과 근무 성적에 따라 소위로 임관하는 제도였다.
1931년 만주사변이 터지면서 군축 기조를 전환하여 다시 군비 확충으로 나아갔고 간부후보생 제도도 변화가 생겼다. 1933년부터 간부후보생으로 채용되면 일등병 계급을 부여받았고 3개월이 지나 성적에 따라 예비역 사관이 되는 갑종 간부후보생과 예비역 하사관이 되는 을종 간부후보생 제도로 구분되었다. 갑종은 장교가 될 자격을 가졌고 을종은 하사관이 될 자격을 가졌다.
간부후보생 제도는 많은 예비역 장교를 양산했고 제2차 세계 대전이 시작되자 현역 장교보다 예비역 장교의 수가 많아지게 되었다. 이에 육군은 예비역 장교 중에서 특별지원장교로 선발된 자를 육군사관학교에서 교육을 받게 한 뒤 현역 장교로 전환해 임관시키는 제도를 만들었다. 이들 중에서 많은 부대장·대장이나 좌관이 배출됐다.
징병제가 규정되어 있었기에 모든 남성은 반드시 군에 입대해야만 했는데 법적 근거는 1873년에 제정된 「징병령」이었다. 「징병령」은 이후 1889년 법률인 「병역법」으로 대체되었다. 대학생과 같은 고학력자들은 재하가 중에 징병이 유예되었는데 졸업 후에 뒤늦게 신체 검사를 받아도 나이와 지식의 차이로 인해 하급자로 다루기 어려워 실제 입대로 이어지는 경우는 많지 않았다. 다만 2차 대전이 한창이던 1940년대에는 병력이 부족해져 대졸자도 입대하는 사례가 늘어났다. 중등학교 이상을 졸업한 사람은 간부후보생 제도 등을 통해 하사관이나 장교가 될 수 있었는데 마찬가지로 1940년대에 간부 수가 줄어들자 사실상 강제로 지원하는 분위기가 강해졌다.

## 의장

### 군기
1870년 6월 십육조욱일기를 의장으로 하는 육군기를 처음 채용했는데 이때는 육군의 전신이었던 어친병도 아직 발족하기 전이었다. 1879년 십육조욱일기의 일부를 수정해 욱일기가 완성되었다. 이렇게 탄생한 군기는 연대기로 사용돼 보병연대와 기병연대만 천황으로부터 직접 수여받을 수 있었지만 욱일기 의장은 육군의 상징으로 인식되어 군민 불문하고 널리 사용되었다.

육군 의장에 사용되었던 욱일기
상비보병연대의 군기
상비기병연대의 군기
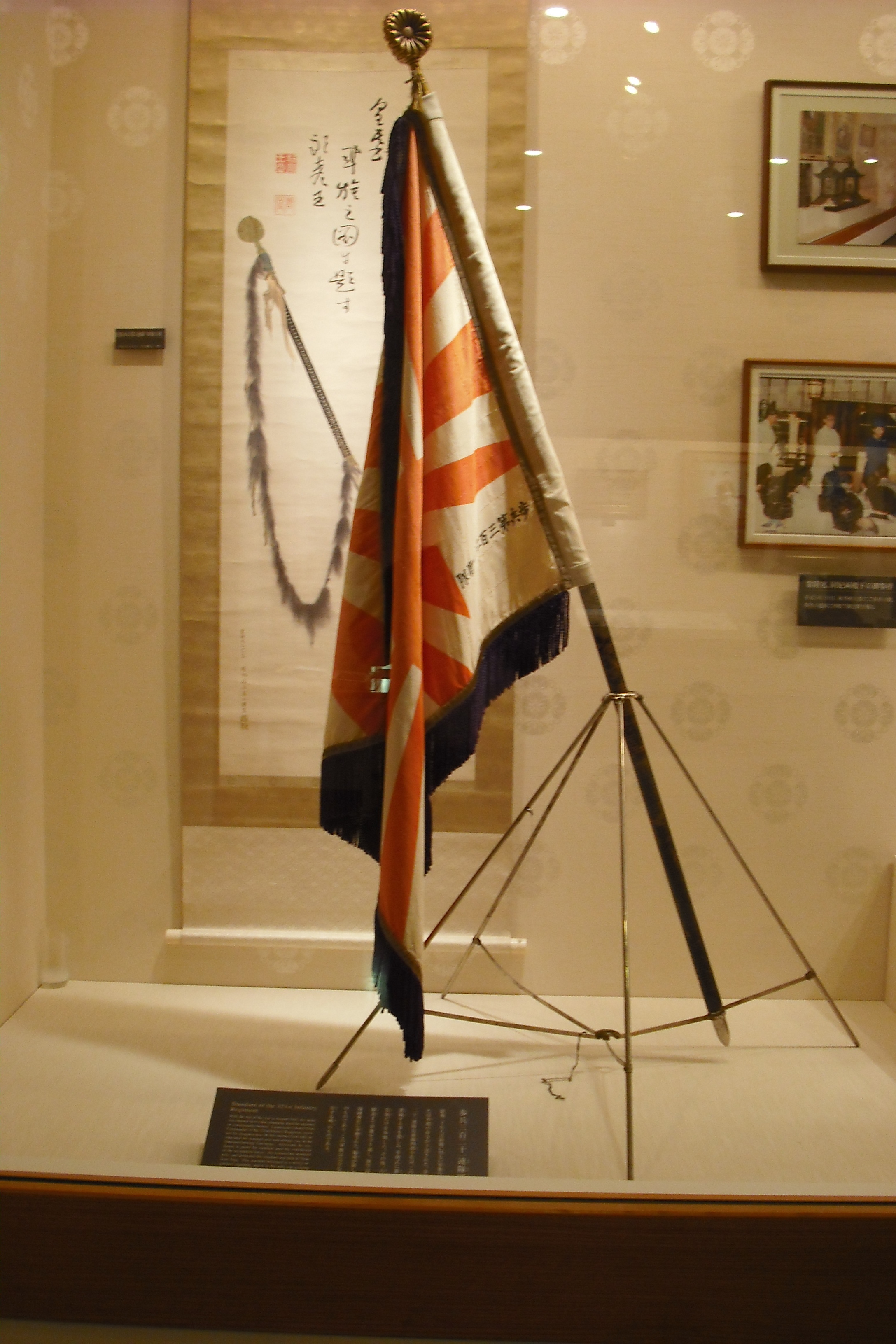
제321보병연대에서 사용했던 군기

### 행진곡
1886년 프랑스의 음악가 샤를 르루가 일본 병부성의 위탁을 받아 작곡한 행진곡이 《육군분열행진곡》이다. 이 군가는 과거 자신이 작곡했던 일본 육군의 다른 군가인 《발도대》와 《부상가》를 바탕으로 만들었는데 육군교도단 군악대가 로쿠메이칸에서 처음 연주했다. 《육군분열행진곡》은 1902년에 한번 수정되었으며 이후 곡에 변화는 없었다. 1903년 육군성은 《육군분열행진곡》을 제식용 행진곡으로 지정했다. 《육군분열행진곡》은 주로 열병식 분열 때 연주되었다. 민간에서도 자주 연주되었으며 국민학교 예능과 음악 과제곡으로 출제될 만큼 친근했다. 다만 전전에는 《분열행진곡》 혹은 《부상가》라고만 불렸고 육군이라는 관칭이 생긴 것은 전후의 일이다.
그 외에도 보병부대가 분열할 때 사용했던 《열병식행진곡》, 차량화보병부대·기갑부대·기계화포병부대·만마포병부대·비행부대 등이 분열 행진·분열 비행할 때 연주됐던 《승마부대행진곡》, 기병부대가 분열할 때 쓰였던 《구족행진곡》도 있는데 이들은 작곡자와 작곡 연도가 모두 알려져 있지 않다.

### 모장

성장.

건군 당시에는 욱일장을 의장으로 한 일장(日章)을 모장으로 사용했지만 나중에 일반 사단과 육군 직속 부대에서 근무하는 군인은 오각별을 의장으로 한 성장(星章)을 사용했고 고노에 사단 예하 부대에서 근무하는 군인은 성장 주변을 벚꽃으로 두른 것을 모장으로 사용했다. 하지만 욱일장을 모장으로 하는 제1종모는 장교와 준사관이 정장을 착용하거나 고노에기병연대 소속 하사관과 병이 기병장교 및 준사관의 정모에 준하는 공봉복을 착용할 때 계속 사용됐고 이는 제2차 세계 대전이 끝날 때까지 이어졌다.

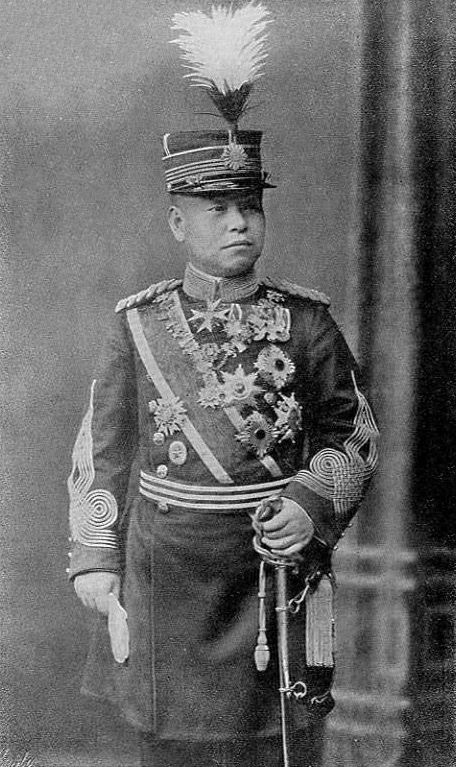
메이지 33년식 중좌 제1종모를 착용한 중좌 시절의 구니노미야 구니요시 왕
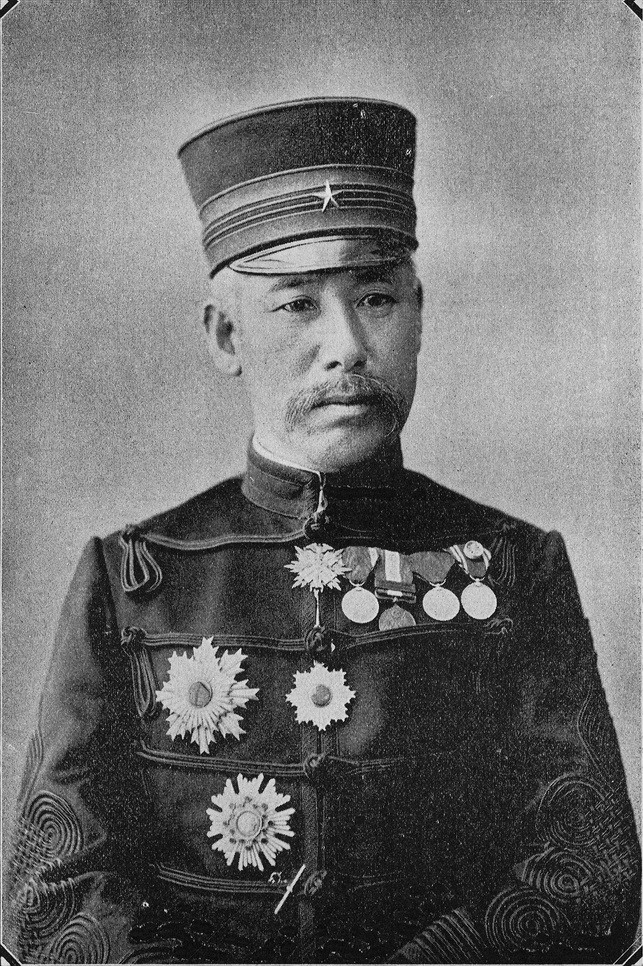
메이지 19년식 장관 제2종모를 착용한 중장 시절의 야마구치 모토오미
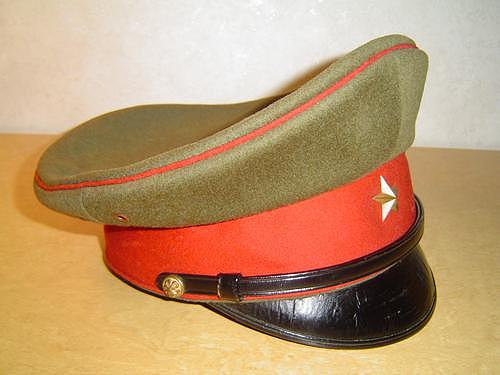
메이지 45년식 장교 준사관 군모. 형태 자체는 쇼와 초기 청년 장교들 사이에서 유행한 체코식이다
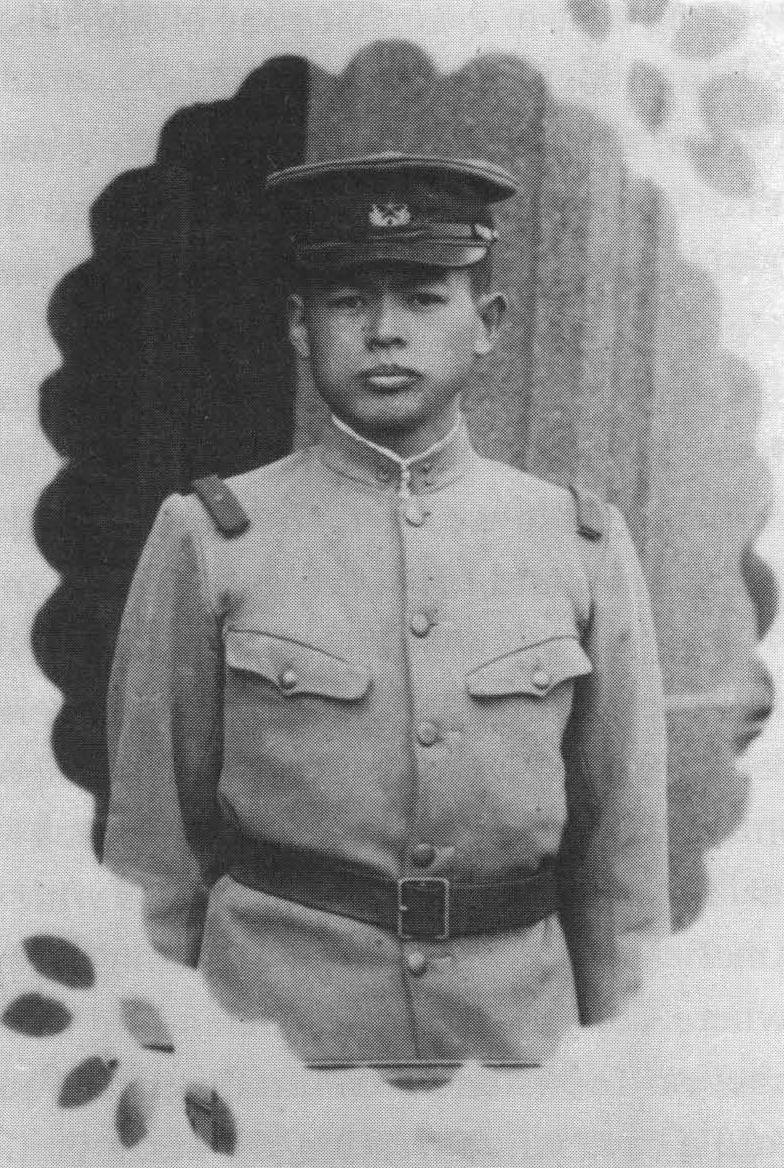
메이지 45년식 하사관 병군모. 사진은 고노에보병제1연대에서 이등병으로 복무하던 다쓰구치 노부오
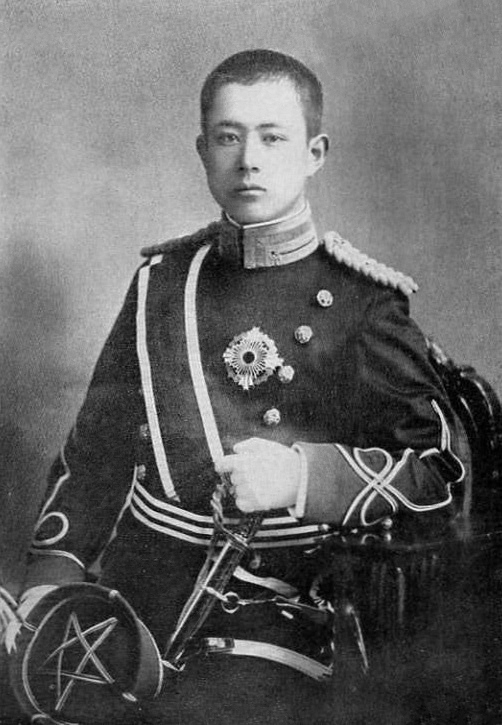
정상부에 오각별을 자수한 메이지 45년식 장교 준사관 정모. 사진은 포병 소위 시절의 기타시라카와노미야 나루히사 왕

## 군벌과 군국주의 사상
근위포병이 반란을 일으킨 이른바 다케바시 사건이 1878년 8월에 발생했다. 당시 이들은 정예부대로 분류되었기에 이들의 반란은 군부와 정부에 큰 충격을 주었다. 한창 맹위를 떨치고 있던 자유 민권 운동과 관련된 불순한 사상이 군에 유입되는 것을 막기 위한 목적도 겸하여 군부는 〈군인칙유〉를 발표했다. 이는 충절·예의·무용·신의·질소를 군인의 덕목으로 삼고 정치에 간섭하지 않을 것을 맹세하는 내용을 담은 천황의 조칙이었다.
하지만 육군성이나 참모본부에서 근무하는 군인들은 관료의 일각을 담당하고 있어 정치와 완전히 무관할 수 없었다. 또한 조슈번과 사쓰마번을 중심으로 한 번벌 출신은 다른 번이나 막부 출신과 대립하며 번벌 출신들이 군의 요직을 독식하는 등의 문제도 있었다. 근대적 장교 교육 제도가 확립한 후에도 특정 병과나 육군대학교 출신자들을 우대하고 그렇지 않은 자들을 차별했으며 황도파와 통제파의 대립도 심각하여 무수한 내부 항쟁을 낳았다. 쇼와 시대에는 관동군이 참모본부의 통제를 무시하고 만주사변을 일으키는 등의 사태로까지 발전했다.
마지막 육군대신 시모무라 사다무는 1945년 11월 28일 제89회 제국의회에서 중의원 의원 사이토 다카오의 질문에 대해 제국 육군을 대표해 다음과 같이 문제점을 총괄한 적이 있다.
군국주의가 발생한 것에 대해 육군으로서는 육군 내부의 자가 군인으로서 바른 사고 방식을 하지 못했던 것, 특히 지도하는 지위에 있는 자가 잘못했던 것이 근본적인 이유라 믿습니다. …… 혹자는 군의 힘을 배경으로, 혹자는 그 세력에 편승해 소위 독선적이고 횡포한 취한 사람이 있다고 믿습니다. 더욱이 용서할 수 없는 것은 군의 부당한 정치 간여입니다. …… 나는 육군의 최후에 대해 의회를 통해 이 점을 전국민께 충심으로 사죄의 말씀을 드립니다. …… 육군이 과거에 저지른 이 죄악을 위해, 지금 사이토 군이 질문한 것처럼 순충한 군인의 공적을 말살하고 떠나지 않을 것을, 특히 수많은 전몰 영령에 대해 깊이 동정하지 말아줄 것을 이 자리를 빌어 부탁드립니다.
이는 육군이 해체되기 직전에 나왔던 육군대신의 발언으로 육군을 지도하는 자가 군인으로서 올바른 처세에 실패한 데다 〈군인칙유〉가 금지한 정치 관여를 행한 것을 국민에 대해 명백히 사죄한 것이었다. 또한 모든 군인이 잘못한 것은 아니며 순충한 군인도 있었음을 부정하지 말아줄 것은 청원한 연설이기도 했다. 한편 함께 출석한 해군대신 요나이 미쓰마사는 같은 질문에 대해 답변을 거부하여 의원들의 분노를 샀다.

## 같이 보기
- 막부육군
- 일본군
  - 일본 제국 해군
- 가이코샤
- 육상자위대
- 일본의 전쟁범죄
- 일본 제국주의
- 2·26 사건
- 황도파
- 대정익찬회
- 흑룡회
- 기타 잇키